# Siegfried Dallmann

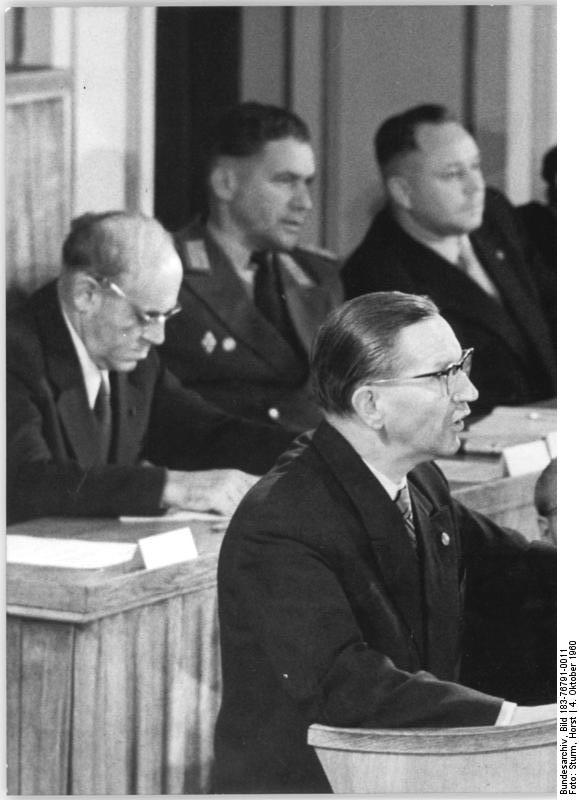
Dallmann voert het woord in de Volkskammer, 1960

Siegfried Dallmann (Rörchen, 9 februari 1915 - 29 juli 1994) was een Oost-Duits politicus.
Dallmann was de zoon van een Lutherse dominee. In 1934 sloot hij zich aan bij de NSDAP. Tijdens zijn studententijd was hij Gaustudentenführer van de NSDAP. In 1938 promoveerde hij in de rechten. Van 1938 tot 1940 was hij werkzaam op de Universiteit van Jena.
In 1940 werd hij Wehrmacht militair en vocht hij aan het oostfront. In 1943 werd hij door het Rode Leger krijgsgevangengenomen en sloot hij zich aan bij het Nationalkomitee Freies Deutschland, een anti-Nazistische organisatie van krijgsgevangen Duitse officieren in de Sovjet-Unie. Tot 1948 was hij als assistent werkzaam voor de Anti-Fascistische School in Krasnogorsk. 
Na zijn terugkeer in (Oost-)Duitsland werd hij een van de medeoprichters van de Nationaldemokratische Partei Deutschlands (NDPD), een satellietpartij van de communistische SED. Van 1948 tot 1949 was hij lid van het Partijbestuur en de Hoofdcommissie van de NDPD. Van 1963 tot 1987 was hij als secretaris lid van het Secretariaat van de NDPD. Van 1950 tot 1990 was hij lid van de Volkskammer. Van 1967 tot 1989 was hij fractievoorzitter van de NDPD. Van 1951 tot 1958 was hij lid van de Presidentiële Raad van de Kulturbund.
Van 1950 tot 1952 was hij lid van de Landdag van Brandenburg en minister van Financiën van die deelstaat.
Dallmann studeerde van 1951 tot 1958 staatswetenschappen. Vanaf 1966 was hij lid van de Liga voor Verenigde Landen. Vanaf 1975 was hij vicepresident van het Vriendschapscomité DDR-Portugal.
In 1990 werd hij, na een fusie van de NDPD, lid van de FDP (Freie Demokratische Partei).
Siegfried Dallmann overleed midden 1994.